# Мухлиничі
Мухли́ничі (рос. Мухлыничи) — присілок у складі Котельницького району Кіровської області, Росія. Входить до складу Молотніковського сільського поселення.
Населення становить 3 особи (2010, 7 у 2002).
Національний склад станом на 2002 рік — росіяни 100 %.